# رايلي بي بيشتل
رايلي بي بيشتل (بالإنجليزية: Riley P. Bechtel)‏ هو شخصية أعمال أمريكي، ولد في 25 مارس 1952 في مقاطعة ألاميدا في الولايات المتحدة.

## وصلات خارجية
- رايلي بي بيشتل على موقع إن إن دي بي (الإنجليزية)